# Stan the Gunman
"Stan the Gunman" is een nummer van de Nederlandse band Hank the Knife & the Jets. Het verscheen op hun debuutalbum Guitar King uit 1975. In oktober van dat jaar werd het uitgebracht als de tweede en laatste single van het album.

## Achtergrond
"Stan the Gunman" is geschreven door basgitarist Henk Bruysten en zanger Pierre Beek onder de artiestennaam P.J. Beck en geproduceerd door Roy Beltman. Het werd een nog groter succes dan de nummer 2-hit "Guitar King". Het bereikte de nummer 1-positie in de Nederlandse Top 40 en kwam in de Nationale Hitparade tot de vierde plaats. Het kwam ook in enkele andere landen in de hitlijsten: het behaalde de achtste positie in een voorloper van de Vlaamse Ultratop 50 en kwam tot plaats 9 in Duitsland.
Radio Delmare gebruikte "Stan the Gunman" voor commercials voor "De Delmare Muziek Parade Disco Show".

## Hitnoteringen

### Nederlandse Top 40
| Hitnotering: 27-09-1975 t/m 22-11-1975 | Hitnotering: 27-09-1975 t/m 22-11-1975 | Hitnotering: 27-09-1975 t/m 22-11-1975 | Hitnotering: 27-09-1975 t/m 22-11-1975 | Hitnotering: 27-09-1975 t/m 22-11-1975 | Hitnotering: 27-09-1975 t/m 22-11-1975 | Hitnotering: 27-09-1975 t/m 22-11-1975 | Hitnotering: 27-09-1975 t/m 22-11-1975 | Hitnotering: 27-09-1975 t/m 22-11-1975 | Hitnotering: 27-09-1975 t/m 22-11-1975 | Hitnotering: 27-09-1975 t/m 22-11-1975 |
| Week                                   | 1                                      | 2                                      | 3                                      | 4                                      | 5                                      | 6                                      | 7                                      | 8                                      | 9                                      |                                        |
| -------------------------------------- | -------------------------------------- | -------------------------------------- | -------------------------------------- | -------------------------------------- | -------------------------------------- | -------------------------------------- | -------------------------------------- | -------------------------------------- | -------------------------------------- | -------------------------------------- |
| Nummer                                 | 21                                     | 8                                      | 4                                      | 3                                      | 1                                      | 4                                      | 11                                     | 25                                     | 29                                     | uit                                    |

### Nationale Hitparade
| Hitnotering: 27-09-1975 t/m 15-11-1975 | Hitnotering: 27-09-1975 t/m 15-11-1975 | Hitnotering: 27-09-1975 t/m 15-11-1975 | Hitnotering: 27-09-1975 t/m 15-11-1975 | Hitnotering: 27-09-1975 t/m 15-11-1975 | Hitnotering: 27-09-1975 t/m 15-11-1975 | Hitnotering: 27-09-1975 t/m 15-11-1975 | Hitnotering: 27-09-1975 t/m 15-11-1975 | Hitnotering: 27-09-1975 t/m 15-11-1975 | Hitnotering: 27-09-1975 t/m 15-11-1975 |
| Week                                   | 1                                      | 2                                      | 3                                      | 4                                      | 5                                      | 6                                      | 7                                      | 8                                      |                                        |
| -------------------------------------- | -------------------------------------- | -------------------------------------- | -------------------------------------- | -------------------------------------- | -------------------------------------- | -------------------------------------- | -------------------------------------- | -------------------------------------- | -------------------------------------- |
| Nummer                                 | 17                                     | 8                                      | 5                                      | 5                                      | 4                                      | 7                                      | 10                                     | 30                                     | uit                                    |